# 西比利亜自治團
西比利亜自治團(しべりあじちだん)とは、ハルビンにおいてシベリア独立を目指す団体であった。グリゴリー・セミョーノフが、この団体を「極東政府(臨時全ロシア政府)没落後の代表者」と呼び、ロシア帝国の公金を譲渡しようとして失敗している。また、日本の後援による沿海州占領を計画した。

## 団員
- 団長: ムスチスラフ・ペトロウィチ・ゴルワチョフ（法学博士。露字紙グンバオ（ГунБао）の編集長、ハルビン東洋大学教授）[5]
- 監事: フレゴント・イラリオノヴィチ・ポロチコフ（グンバオ紙東京通信員、元陸軍大佐）[5]
- 団員: エフゲニー・コンドラトウィチ・ウィシネフスキー（グンバオ紙記者、哈尓浜商工会理事、元陸軍少佐）[5]